# Papryka habanero

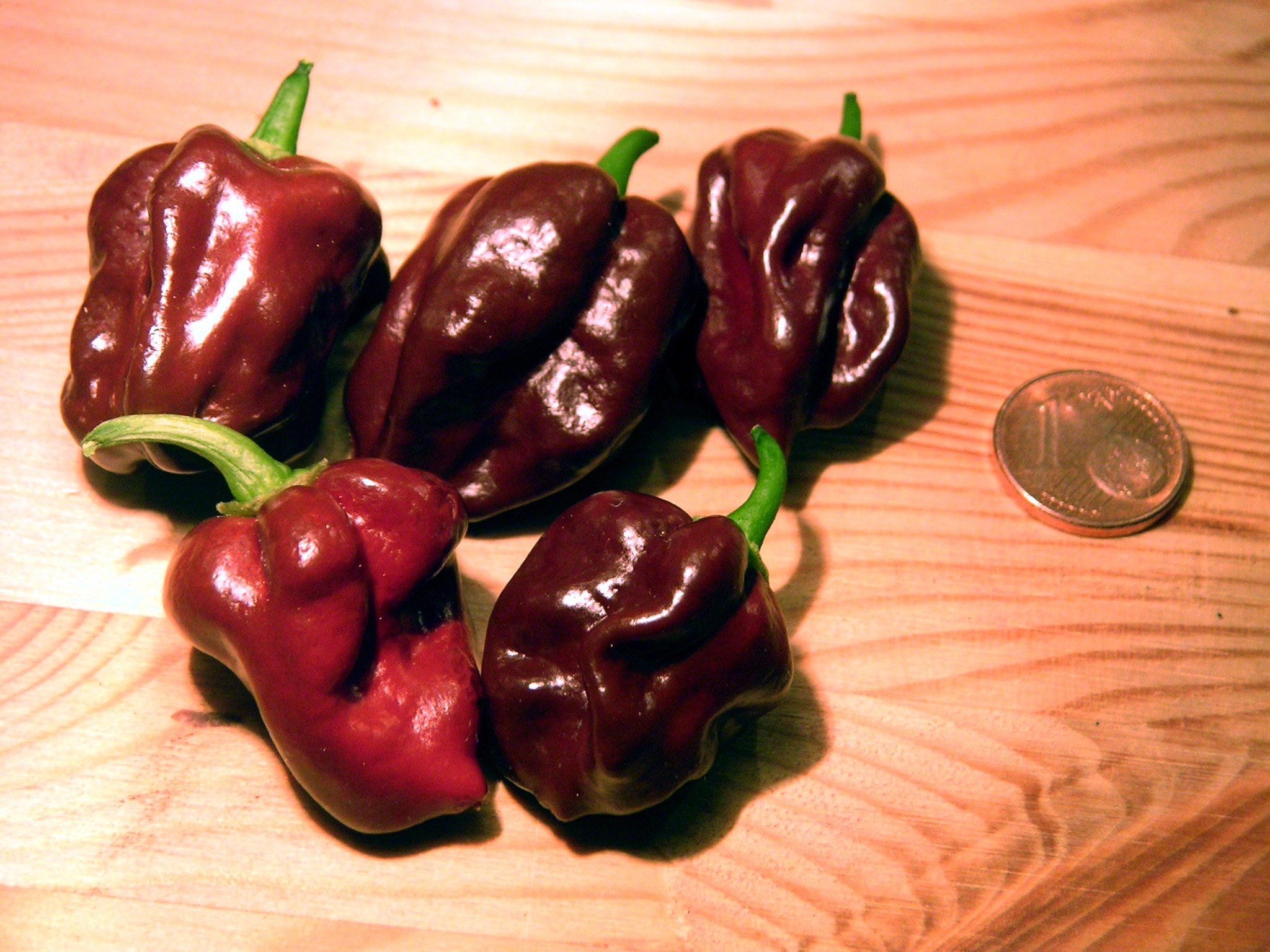
'Habanero Chocolate'

Papryka habanero (Capsicum chinense), zwyczajowo nazywana habanero – jeden z gatunków papryki o owocach należących do najbardziej pikantnych i ostrych w smaku. Jak inne gatunki papryki pochodzi z Ameryki Południowej, z rejonu Amazonii (Brazylia, Kolumbia). Po odkryciu Ameryki gatunek szeroko rozpowszechnił się w uprawie i gdy botanicy w XVII wieku opisali go po raz pierwszy, mylnie uznali za ojczyznę Chiny (stąd nazwa naukowa). Wbrew nazwie "habanero" (jęz. hiszp. pochodzący z Hawany), rośliny z tego gatunku rzadko występują na Kubie. Uprawiane są głównie na półwyspie Jukatan w Meksyku (żółte i pomarańczowe odmiany) oraz na Karaibach (czerwone). 

## Morfologia i biologia
PokrójRoślina osiąga do 120 cm wysokości. W porównaniu z innymi gatunkami papryki ma szerokie liście i zwykle zielonkawe, małe kwiaty.
OwoceMają długość 2,5–6 cm i szerokość ok. 2,5 cm. Niedojrzałe owoce są zielone, dojrzałe w zależności od odmiany żółte, pomarańczowe, czerwone albo brązowe. Owoce w smaku przypominają morele, ale ze względu na wyjątkową ostrość nie nadają się do spożycia w surowym stanie dla większości ludzi.

## Odmiany
Nazwą Habanero określa się wszystkie odmiany gatunku Capsicum chinense, których istnieje duża różnorodność ze względu na formę, kolory i rozmiary owoców. Od nowej dekady pojawiło się sporo nowych odmian, uprawianych dla uzyskania szczególnych właściwości.
Najważniejsze z nich to:
- 'Red Savina', osiągająca do 577 000 jednostek Scoville'a i uważana przez długi czas (od 1994 do 2006 roku)[4] za najostrzejszą paprykę świata.
- 'Habanero Chocolate' albo 'Brown Habanero' o intensywnie brązowym kolorze, wyglądająca jak z czekolady.
- Odmiany zachowujące typowy „owocowy” smak Habanero, ale bez jego ekstremalnej ostrości, np. 'Habanero St. Lucia Island', 'NuMex Suave' i 'Aji Dulce'.

## Zastosowanie
- Roślina przyprawowa. Habanero należy do najostrzejszych papryk. Ostrość wynika z wysokiego stężenia kapsaicyny – w gnieździe nasiennym może ona wynosić nawet 1500 ppm (kapsaicyna jest już w stężeniu 0,5 ppm w roztworze wodnym odczuwalna jako ostra). Ostrość habanero w jednostkach Scoville'a wynosi 100 000–500 000. Smak jest „owocowo-tropikalny“, przypomina morele lub brzoskwinie. W Brazylii i Peru habanero jest elementem tradycyjnej kuchni.
- Sztuka kulinarna. Owoce nadają się na przyprawę do wszystkich potraw, w których można je „rozcieńczyć“ – a więc do sosów, zup, półpłynnych potraw jak gulasz, chilli con carne lub bigos, do potraw z mięsa mielonego, a także do słodkich przetworów, np. dżemów i ciast.
- Roślina ozdobna. Niektóre odmiany o jaskrawoczerwonych owocach bywają u nas uprawiane jako ozdobne rośliny doniczkowe.